# Atherina
Atherina è un genere di pesci di mare, acqua dolce e salmastra appartenenti all'ordine Atheriniformes.

## Distribuzione
Le specie di questo genere sono diffuse in tutto l'Oceano Atlantico orientale tra il Sudafrica (ove sconfinano per breve tratto nell'Oceano Indiano) ed il mar del Nord. Sono comunissime nel mar Mediterraneo.

## Descrizione
Questi pesciolini hanno un aspetto piuttosto uniforme e tutte le specie del genere hanno due pinne dorsali poste molto indietro, occhi da grandi a molto grandi, testa massiccia, bocca obliqua. Le dimensioni raggiungono eccezionalmente i 15 cm.

## Ecologia
Tutte le specie del genere sono più o meno fortemente eurialine ma comunque alcune specie si rinvengono quasi esclusivamente in acque dolci mentre altre si incontrano soprattutto in mare. Sono ottime nuotatrici.

## Biologia
Tutte le specie del genere sono fortemente gregarie e formano banchi compatti e disciplinati.

## Alimentazione
Principalmente planctofaghe ma non disdegnano anche piccoli animali bentonici.

## Riproduzione
Le uova sono deposte sul fondo e sono dotate di filamenti che aderiscono al substrato. La schiusa avviene quando il nuovo nato è già molto sviluppato.

## Specie
- Atherina boyeri
- Atherina breviceps
- Atherina hepsetus
- Atherina lopeziana
- Atherina presbyter